# Ясенно-твердопіднебінні приголосні

Місце творення ясенно-піднебінних приголосних

Я́сенно-твердопіднебі́нні при́голосні (англ. alveolo-palatal consonants, alveolopalatal consonants) — у фонетиці група заясенних приголосних звуків, що мають однакове місце творення. Артикулюються передньою спинкою язика позаду ясенного бугорка, а середня частина язика при цьому піднімається до твердого піднебіння. Це шиплячі приголосні звуки, що мають найсильнішу палаталізацію порівняно з іншими заясенними приголосними. Інші назви — я́сенно-піднебі́нні при́голосні, альвео́ло-палата́льні при́голосні, передпіднебі́нні при́голосні (англ. pre-palatal consonants).

## Ясенно-твердопіднебінні приголосні
- [ɕ] (м'який ш) — глухий ясенно-твердопіднебінний фрикативний (польська, східноазійські мови)
- [ʑ] (м'який  ж) — дзвінкий ясенно-твердопіднебінний фрикативний (польська, східноазійські мови)
- [t͡ɕ] (м'який  ч) — глухий ясенно-твердопіднебінний африкат (польська, російська, східноазійські мови)
- [d͡ʑ] (м'який  дж) — дзвінкий ясенно-твердопіднебінний африкат (сербська, східноазійські мови)

Близькими до цих звуків є такі заясенні приголосні:
- Піднебінно-ясенні приголосні:
  - [ʃ] (ш) — глухий піднебінно-ясенний (заясенний) фрикативний
  - [ʒ] (ж) — глухий піднебінно-ясенний (заясенний) фрикативний
  - [t͡ʃ] (ч) — глухий піднебінно-ясенний (заясенний) африкат
  - [d͡ʒ] (дж) — глухий піднебінно-ясенний (заясенний) африкат

- Ретрофлексні приголосні:
  - [ʂ] (твердий ш) — глухий ретрофлексний фрикативний
  - [ʐ] (твердий ж) — дзвінкий ретрофлексний фрикативний
  - [t͡ʂ] (твердий ч) — глухий ретрофлексний африкат
  - [d͡ʐ] (твердий дж) — дзвінкий ретрофлексний африкат

У мовознавчих працях ясенно-твердопіднебінні приголосні можуть позначаються як пом'якшені піднебінно-ясенні приголосні:
- ⟨ɕ⟩ → ⟨ʃʲ⟩
- ⟨ʑ⟩ → ⟨ʒʲ⟩
- ⟨t͡ɕ⟩ → ⟨t͡ʃʲ⟩
- ⟨d͡ʑ⟩ → ⟨d͡ʒʲ⟩